# Samu Castillejo
Samuel "Samu" Castillejo Azuaga, född 18 januari 1995 i Málaga, är en spansk fotbollsspelare som spelar för La Liga-klubben Valencia. 